# Svetoslav Todorov
Svetoslav Ivanov Todorov (in bulgaro Светослав Иванов Тодоров?; Dobrič, 30 agosto 1978) è un allenatore di calcio ed ex calciatore bulgaro, di ruolo attaccante, attuale tecnico delle giovanili del Crystal Palace.

## Palmarès

### Club

#### Competizioni nazionali
- Campionato bulgaro: 4

Liteks Loveč: 1997-1998, 1998-1999, 2009-2010, 2010-2011
- Coppa di Bulgaria: 1

Liteks Loveč: 2000-2001
- Supercoppa di Bulgaria: 1

Liteks Loveč: 2010
- First Division: 1

Portsmouth: 2002-2003